# 赵世庆
赵世庆（1964年4月—），男，汉族，重庆大渡口人。本科学历，工程硕士，1982年7月参加工作，1986年11月加入中国共产党。现任重庆市人大常委会副主任。

## 简历
1979年至1982年在重庆钢铁专科学校电气化专业中专学习，后进入西南铝加工厂挤压分厂动力车间任技术员。
2000年12月，任西南铝业（集团）公司董事、工会主席（2000.03--2002.06在[重庆大学]]光电工程学院工业工程管理专业学习，获工程硕士学位）；2003年2月，任西南铝业（集团）公司董事、副总经理；2004年9月，任西南铝业（集团）公司总经理、董事，中铝西南铝板带公司董事长；
2010年8月，任重庆市国资委副主任；2012年2月，任重庆钢铁（集团）公司总经理、副董事长、党委副书记；
2013年2月，任重庆市长寿区区长；2016年2月，任中共重庆市长寿区委书记；
2021年8月，任中共重庆市渝中区委书记；
2023年1月，当选重庆市人大常委会副主任。